# Rosenscheldiella pullulans
Rosenscheldiella pullulans är en svampart som först beskrevs av Miles Joseph Berkeley, och fick sitt nu gällande namn av Clifford George Hansford 1957. Rosenscheldiella pullulans ingår i släktet Rosenscheldiella och familjen Venturiaceae.   Inga underarter finns listade i Catalogue of Life.